# Olivier Lyon-Caen
Pour les autres membres de la famille, voir Famille Lyon-Caen.
Pour les articles homonymes, voir Lyon (homonymie) et Caen (homonymie).
Olivier Lyon-Caen, né le 5 janvier 1947 dans le 16e arrondissement de Paris, est un neurologue et un universitaire français.

## Biographie
Il est le fils de Gérard Lyon-Caen (1919-2004), professeur de droit social, le frère d'Antoine Lyon-Caen, lui aussi professeur de droit social, l'époux de Jacqueline Chabridon et le père de Thomas Lyon-Caen, avocat au Conseil d'État et à la Cour de cassation.
Il est le chef du service de neurologie à l'hôpital de la Pitié-Salpêtrière, ainsi que le coordinateur du pôle des maladies des systèmes nerveux. Il est par ailleurs professeur en neurologie à l'université Pierre et Marie Curie.
Il a animé l'émission radiophonique médicale Avec ou sans rendez-vous jusqu'en 2012, diffusée sur France Culture.
En mai 2012, il est nommé conseiller santé et recherche médicale au cabinet de François Hollande à la présidence de la République.
En juillet 2017, il est nommé Médecin-conseil national au sein de la Caisse nationale de l'assurance maladie. 
Le 5 octobre 2020, il est nommé conseiller auprès de Katia Julienne directrice générale à la Direction générale de l'Offre de soins et est remplacé comme médecin-conseil à la CNAM par Dominique Martin le 1er décembre 2020.

## Ouvrages
- Priorité cerveau : des découvertes aux traitements, en collaboration avec Étienne Hirsch, Éditions Odile Jacob, 2010
- Le Cerveau pour les nuls, en collaboration avec Frédéric Sedel, préface de Gérard Saillant, Éditions First, 2010
- Manifeste pour une santé égalitaire et solidaire, en collaboration avec François Bourdillon, André Grimaldi, Frédéric Pierru et Didier Tabuteau, Éditions Odile Jacob, 2011
- La sclérose en plaques : en collaboration avec Michel Clanet, editions Jphn Libbey Eurotext 1999

## Décorations
- Officier de la Légion d'honneur, Il est fait chevalier le 31 décembre 2004[5], puis est promu officier le 14 juillet 2019[6].